# Troisième district congressionnel de l'Ohio
Le 3e district congressionnel de l'Ohio est entièrement situé dans le comté de Franklin et comprend la majeure partie de la ville de Columbus. Les limites actuelles des districts ont été tracées en 2022, à la suite du redécoupage basé sur le recensement de 2020. Il est actuellement représenté par la Démocrate Joyce Beatty.
C'était l'un des nombreux districts contestés dans le cadre d'un procès intenté en 2018 visant à renverser la carte congressionnelle de l'Ohio en raison d'un gerrymandering inconstitutionnel présumé. Selon le procès, le 3e avait « la forme d'un flocon de neige » conçu pour « fracturer » Colombus. Les plaignants se sont concentrés sur le 3e en partie parce que la version 2013-2023 du district était à peine contiguë. Dans certaines parties, il était presque, mais pas tout à fait, divisé en deux par les 12e et 15e districts voisins, qui partageaient entre eux le reste de Columbus.
La carte 2013-2023, dessinée en privé par des législateurs républicains dans une chambre d'hôtel de Columbus, a attiré la plupart des parties fortement démocrates de Columbus dans le 3e, une grande partie du reste de Columbus étant divisée entre les 12e et 15e districts, plus républicains. Un plan alternatif consistait à diviser Columbus en quatre districts, créant ainsi 13 sièges républicains sûrs. En mai 2019, le tribunal de district américain de Cincinnati a jugé la carte inconstitutionnelle, car intentionnellement conçue pour maintenir les républicains au pouvoir et priver les électeurs démocrates du droit de vote. La Cour suprême des États-Unis a rejeté la décision du tribunal de district en octobre 2019.
En 2018, les électeurs de l'Ohio ont approuvé une mesure de vote connue sous le nom de numéro 1, qui accorde au parti minoritaire un contrôle sur le redécoupage, exigeant l'approbation de 50 % du parti minoritaire pour les cartes de district. Le processus n’aura lieu qu’après le recensement et l’élection présidentielle de 2020,.
La plupart du temps, de 1887 à 2003, le 3e était un district basé à Dayton ; une grande partie de ce territoire constitue désormais le 10e district.

## Frontières historiques du district

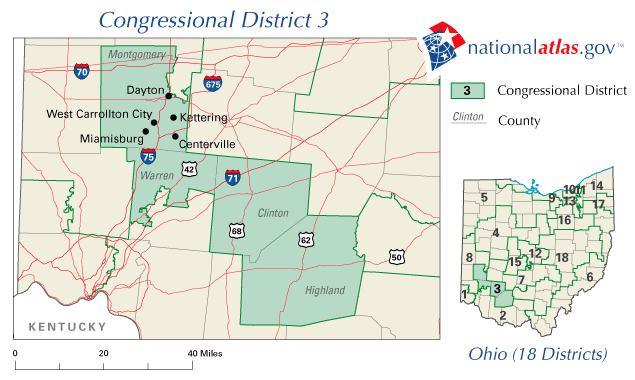
2003 - 2013

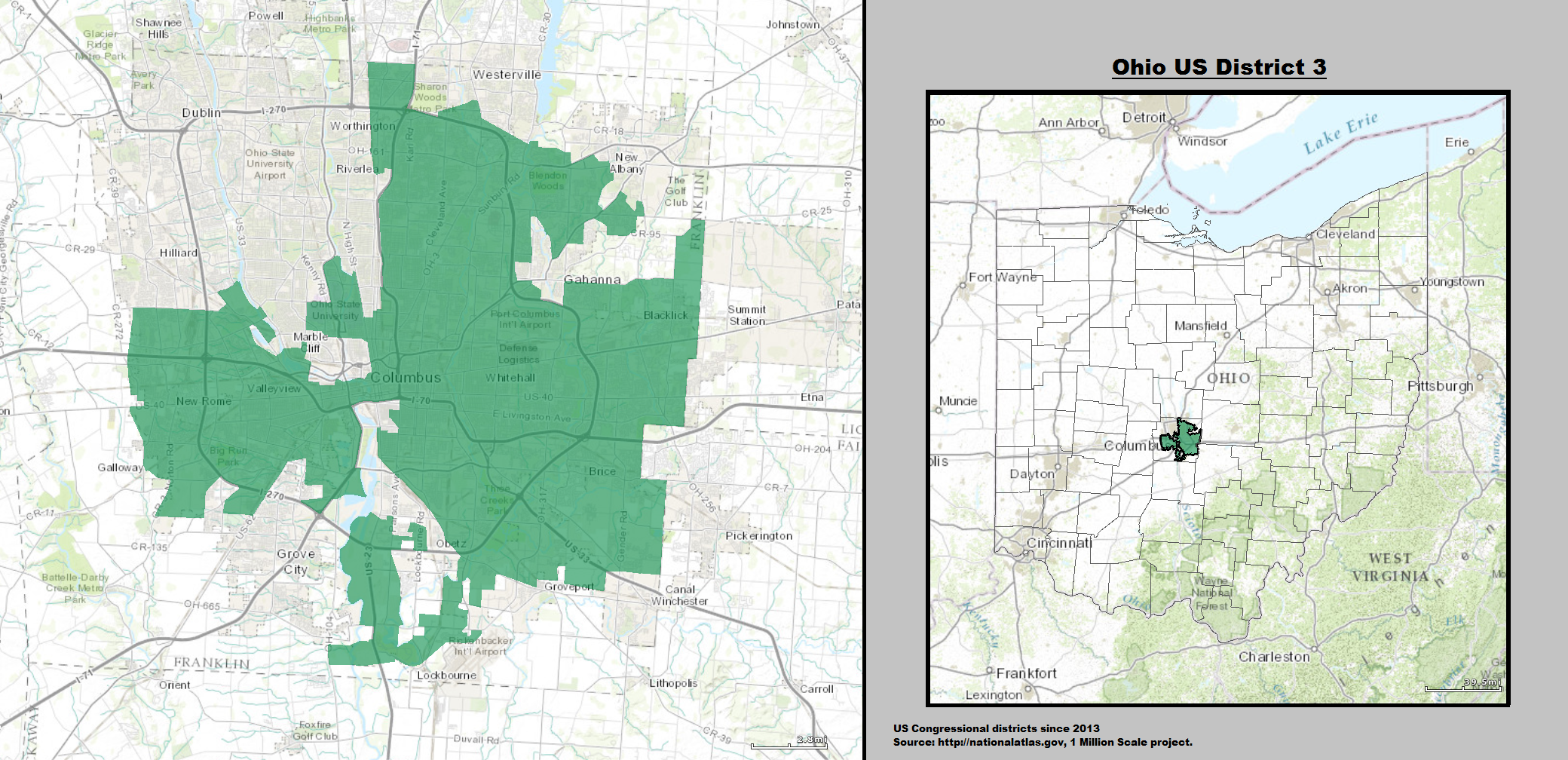
2013 - 2023

## Historique de vote
| Année | Poste     | Résultats               |
| ----- | --------- | ----------------------- |
| 2000  | Président | Bush 52,0 % - 45,0 %    |
| 2004  | Président | Bush 54,0 % - 46,0 %    |
| 2008  | Président | McCain 51,0 % - 47,0 %  |
| 2012  | Président | Obama 70,0 % - 29,0 %   |
| 2016  | Président | Clinton 67,0 % - 29,0 % |
| 2020  | Président | Biden 70,0 % - 28,0 %   |

## Liste des Représentants du district
| Membre                          | Parti                 | Années                             | Congrès        | Histoire électorale |
| ------------------------------- | --------------------- | ---------------------------------- | -------------- | --- |
| District établit le 4 mars 1813 |                       |                                    |                | |
| Duncan McArthur (en)            | Fédéraliste           | 4 mars 1813 - 5 avril 1813         | 13e            | Élu en 1812. Démission. |
| Vacant                          | Vacant                | 5 avril 1813 - 4 mai 1813          | 13e            | |
| William Creighton Jr. (en)      | Républicain-Démocrate | 4 mai 1813 - 3 mars 1817           | 13e , 14e      | Élu le 10 mai pour terminer le mandat de McArthur et intronisé le 15 juin 1813. Réélu en 1814. Retrait. |
| Levi Barber (en)                | Républicain-Démocrate | 4 mars 1817 - 3 mars 1819          | 15e            | Élu en 1816. Perd sa réélection. |
| Henry Brush (en)                | Républicain-Démocrate | 4 mars 1819 - 3 mars 1821          | 16e            | Élu en 1818. Perd sa réélection. |
| Levi Barber (en)                | Républicain-Démocrate | 4 mars 1821 - 3 mars 1823          | 17e            | Élu en 1820. Redécoupage vers le 7e district et perd sa réélection. |
| William McLean (en)             | Républicain-Démocrate | 4 mars 1823 - 3 mars 1825          | 18e - 20e      | Élu en 1822. Réélu en 1824. Réélu en 1826. Retrait. |
| William McLean (en)             | Anti-Jacksonien       | 4 mars 1825 - 3 mars 1829          | 18e - 20e      | Élu en 1822. Réélu en 1824. Réélu en 1826. Retrait. |
| Joseph Halsey Crane (en)        | Anti-Jacksonien       | 4 mars 1829 - 3 mars 1837          | 21e - 24e      | Élu en 1828. Réélu en 1830. Réélu en 1832. Réélu en 1834. |
| Patrick Gaines Goode (en)       | Whig                  | 4 mars 1837 - 3 mars 1843          | 25e - 27e      | Élu en 1836. Réélu en 1838. Réélu en 1840. |
| Robert C. Schenck               | Whig                  | 4 mars 1843 - 3 mars 1851          | 28e - 31e      | Élu en 1843. Réélu en 1844. Réélu en 1846. Réélu en 1848. |
| Hiram Bell (en)                 | Whig                  | 4 mars 1851 - 3 mars 1853          | 32e            | Élu en 1850. |
| Lewis D. Campbell (en)          | Whig                  | 4 mars 1853 - 3 mars 1855          | 33e            | Redécoupage depuis le 2e district et réélu en 1852. Réélu en 1854. Perd la contestation de son élection. |
| Lewis D. Campbell (en)          | Opposition Party (en) | 4 mars 1855 - 3 mars 1857          | 34e            | Redécoupage depuis le 2e district et réélu en 1852. Réélu en 1854. Perd la contestation de son élection. |
| Lewis D. Campbell (en)          | Républicain           | 4 mars 1857 - 25 mai 1858          | 35e            | Redécoupage depuis le 2e district et réélu en 1852. Réélu en 1854. Perd la contestation de son élection. |
| Clement Vallandigham            | Démocrate             | 25 mai 1858 - 3 mars 1863          | 35e - 37e      | Remporte la contestation de son élection. Réélu en 1858. Réélu en 1860. |
| Robert C. Schenck               | Républicain           | 4 mars 1863 - 5 janvier 1871       | 38e - 41e      | Élu en 1862. Réélu en 1864. Réélu en 1866. Réélu en 1868. Démissionne pour devenir Ambassadeur au Royaume-Uni. |
| Vacant                          | Vacant                | 5 janvier 1871 - 3 mars 1871       | 41e            | |
| Lewis D. Campbell (en)          | Démocrate             | 4 mars 1871 - 3 mars 1873          | 42e            | Élu en 1870. |
| John Quincy Smith (en)          | Républicain           | 4 mars 1873 - 3 mars 1875          | 43e            | Élu en 1872. |
| John S. Savage (en)             | Démocrate             | 4 mars 1875 - 3 mars 1877          | 44e            | Élu en 1874. |
| Mills Gardner (en)              | Républicain           | 4 mars 1877 - 3 mars 1879          | 45e            | Élu en 1876. |
| John A. McMahon (en)            | Démocrate             | 4 mars 1879 - 3 mars 1881          | 46e            | Redécoupage depuis le 4e district et réélu en 1878. |
| Henry Lee Morey (en)            | Républicain           | 4 mars 1881 - 3 mars 1883          | 47e            | Élu en 1880. |
| Robert Maynard Murray (en)      | Démocrate             | 4 mars 1883 - 3 mars 1885          | 48e            | Élu en 1882. |
| James E. Campbell               | Démocrate             | 4 mars 1885 - 3 mars 1887          | 49e            | Redécoupage depuis le 7e district et réélu en 1884. Redécoupage vers le 7e district. |
| Elihu S. Williams (en)          | Républicain           | 4 mars 1887 - 3 mars 1891          | 50e , 51e      | Élu en 1886. Réélu en 1888. |
| George W. Houk (en)             | Démocrate             | 4 mars 1891 - 9 février 1894       | 52e , 53e      | Élu en 1890. Réélu en 1892. Décès. |
| Vacant                          | Vacant                | 9 février 1894 - 21 mai 1894       | 53e            | |
| Paul J. Sorg (en)               | Démocrate             | 21 mai 1894 - 3 mars 1897          | 53e , 54e      | Élu pour terminer le mandat de Houk. Réélu en 1894. |
| John Lewis Brenner (en)         | Démocrate             | 4 mars 1897 - 3 mars 1901          | 55e , 56e      | Élu en 1896. Réélu en 1898. |
| Robert M. Nevin (en)            | Républicain           | 4 mars 1901 - 3 mars 1907          | 57e - 59e      | Élu en 1900. Réélu en 1902. Réélu en 1904. |
| J. Eugene Harding (en)          | Républicain           | 4 mars 1907 - 3 mars 1909          | 60e            | Élu en 1906. |
| James M. Cox                    | Démocrate             | 4 mars 1909 - 12 janvier 1913      | 61e , 62e      | Élu en 1908. Réélu en 1910. Démissionne lorsqu'élu Gouverneur de l'Ohio. |
| Vacant                          | Vacant                | 12 janvier 1913 - 3 mars 1913      | 62e            | |
| Warren Gard (en)                | Démocrate             | 4 mars 1913 - 3 mars 1921          | 63e - 66e      | Élu en 1912. Réélu en 1914. Réélu en 1916. Réélu en 1918. Retrait. |
| Roy G. Fitzgerald (en)          | Républicain           | 4 mars 1921 - 3 mars 1931          | 67e - 71e      | Élu en 1920. Réélu en 1922. Réélu en 1924. Réélu en 1926. Réélu en 1928. Perd sa réélection. |
| Byron B. Harlan (en)            | Démocrate             | 4 mars 1931 - 3 janvier 1939       | 72e - 75e      | Élu en 1930. Réélu en 1932. Réélu en 1934. Réélu en 1936. Perd sa réélection. |
| Harry N. Routzohn (en)          | Républicain           | 3 janvier 1939 - 3 janvier 1941    | 76e            | Élu en 1938. Perd sa réélection. |
| Greg J. Holbrock (en)           | Démocrate             | 3 janvier 1941 - 3 janvier 1943    | 77e            | Élu en 1940. Perd sa réélection. |
| Harry P. Jeffrey (en)           | Républicain           | 3 janvier 1943 - 3 janvier 1945    | 78e            | Élu en 1942. Perd sa réélection. |
| Edward J. Gardner (en)          | Démocrate             | 3 janvier 1945 - 3 janvier 1947    | 79e            | Élu en 1944. Perd sa réélection. |
| Raymond H. Burke (en)           | Républicain           | 3 janvier 1947 - 3 janvier 1949    | 80e            | Élu en 1946. Perd sa réélection. |
| Edward G. Breen (en)            | Démocrate             | 3 janvier 1949 - 1er octobre 1951  | 81e , 82e      | Élu en 1948. Réélu en 1950. Démissionne pour raisons de santé. |
| Vacant                          | Vacant                | 1er octobre 1951 - 6 novembre 1951 | 82e            | |
| Paul F. Schenck (en)            | Républicain           | 6 novembre 1951 - 3 janvier 1965   | 82e - 88e      | Élu pour terminer le mandat de Breen. Réélu en 1952. Réélu en 1954. Réélu en 1956. Réélu en 1958. Réélu en 1960. Réélu en 1962. Perd sa réélection. |
| Rodney M. Love (en)             | Démocrate             | 3 janvier 1965 - 3 janvier 1967    | 89e            | Élu en 1964. Perd sa réélection. |
| Charles W. Whalen Jr. (en)      | Républicain           | 3 janvier 1967 - 3 janvier 1979    | 90e - 95e      | Élu en 1966. Réélu en 1968. Réélu en 1970. Réélu en 1972. Réélu en 1974. Réélu en 1976. Retrait. |
| Tony P. Hall                    | Démocrate             | 3 janvier 1979 - 9 septembre 2002  | 96e - 107e     | Élu en 1978. Réélu en 1980. Réélu en 1982. Réélu en 1984. Réélu en 1986. Réélu en 1988. Réélu en 1990. Réélu en 1992. Réélu en 1994. Réélu en 1996. Réélu en 1998. Réélu en 2000. Démissionne lorsque nommé Ambassadeur de l'Organisation des Nations unies pour l'alimentation et l'agriculture. |
| Vacant                          | Vacant                | 9 septembre 2002 - 3 janvier 2003  | 107e           | |
| Mike Turner                     | Républicain           | 3 janvier 2003 - 3 janvier 2013    | 108e - 112e    | Élu en 2002. Réélu en 2004. Réélu en 2006. Réélu en 2008. Réélu en 2010. Redécoupage vers le 10e district. |
| Joyce Beatty                    | Démocrate             | 3 janvier 2013 - Présent           | 113e - Présent | Élue en 2012. Réélue en 2014. Réélue en 2016. Réélue en 2018. Réélue en 2020. Réélue en 2022. Réélue en 2024. |

## Résultats des récentes élections dans le district

### 2004
| Élection de 2004 du 3e district congressionnel de l'Ohio | Élection de 2004 du 3e district congressionnel de l'Ohio | Élection de 2004 du 3e district congressionnel de l'Ohio | Élection de 2004 du 3e district congressionnel de l'Ohio | Élection de 2004 du 3e district congressionnel de l'Ohio |
| -------------------------------------------------------- | -------------------------------------------------------- | -------------------------------------------------------- | -------------------------------------------------------- | -------------------------------------------------------- |
| Parti                                                    | Parti                                                    | Candidat                                                 | Votes                                                    | %                                                        |
|                                                          | Républicain                                              | Mike Turner (sortant)                                    | 197 290                                                  | 62,3                                                     |
|                                                          | Démocrate                                                | Jane Mitakides                                           | 119 448                                                  | 37,7                                                     |
| Total des votes                                          | Total des votes                                          | Total des votes                                          | 316 738                                                  | 100 %                                                    |
|                                                          | Les Républicains conservent                              |                                                          |                                                          |                                                          |

### 2006
| Élection de 2006 du 3e district congressionnel de l'Ohio | Élection de 2006 du 3e district congressionnel de l'Ohio | Élection de 2006 du 3e district congressionnel de l'Ohio | Élection de 2006 du 3e district congressionnel de l'Ohio | Élection de 2006 du 3e district congressionnel de l'Ohio |
| -------------------------------------------------------- | -------------------------------------------------------- | -------------------------------------------------------- | -------------------------------------------------------- | -------------------------------------------------------- |
| Parti                                                    | Parti                                                    | Candidat                                                 | Votes                                                    | %                                                        |
|                                                          | Républicain                                              | Mike Turner (sortant)                                    | 127 978                                                  | 58,5                                                     |
|                                                          | Démocrate                                                | Richard Chema                                            | 90 650                                                   | 41,5                                                     |
| Total des votes                                          | Total des votes                                          | Total des votes                                          | 218 628                                                  | 100 %                                                    |
|                                                          | Les Républicains conservent                              |                                                          |                                                          |                                                          |

### 2008
| Élection de 2008 du 3e district congressionnel de l'Ohio | Élection de 2008 du 3e district congressionnel de l'Ohio | Élection de 2008 du 3e district congressionnel de l'Ohio | Élection de 2008 du 3e district congressionnel de l'Ohio | Élection de 2008 du 3e district congressionnel de l'Ohio |
| -------------------------------------------------------- | -------------------------------------------------------- | -------------------------------------------------------- | -------------------------------------------------------- | -------------------------------------------------------- |
| Parti                                                    | Parti                                                    | Candidat                                                 | Votes                                                    | %                                                        |
|                                                          | Républicain                                              | Mike Turner (sortant)                                    | 200 204                                                  | 63,3                                                     |
|                                                          | Démocrate                                                | Jane Mitakides                                           | 115 976                                                  | 36,7                                                     |
| Total des votes                                          | Total des votes                                          | Total des votes                                          | 316 180                                                  | 100 %                                                    |
|                                                          | Les Républicains conservent                              |                                                          |                                                          |                                                          |

### 2010
| Élection de 2010 du 3e district congressionnel de l'Ohio | Élection de 2010 du 3e district congressionnel de l'Ohio | Élection de 2010 du 3e district congressionnel de l'Ohio | Élection de 2010 du 3e district congressionnel de l'Ohio | Élection de 2010 du 3e district congressionnel de l'Ohio |
| -------------------------------------------------------- | -------------------------------------------------------- | -------------------------------------------------------- | -------------------------------------------------------- | -------------------------------------------------------- |
| Parti                                                    | Parti                                                    | Candidat                                                 | Votes                                                    | %                                                        |
|                                                          | Républicain                                              | Mike Turner (sortant)                                    | 152 629                                                  | 68,11                                                    |
|                                                          | Démocrate                                                | Joe Roberts                                              | 71 455                                                   | 31,89                                                    |
| Total des votes                                          | Total des votes                                          | Total des votes                                          | 224 084                                                  | 100 %                                                    |
|                                                          | Les Républicains conservent                              |                                                          |                                                          |                                                          |

### 2012
| Élection de 2012 du 3e district congressionnel de l'Ohio | Élection de 2012 du 3e district congressionnel de l'Ohio | Élection de 2012 du 3e district congressionnel de l'Ohio | Élection de 2012 du 3e district congressionnel de l'Ohio | Élection de 2012 du 3e district congressionnel de l'Ohio |
| -------------------------------------------------------- | -------------------------------------------------------- | -------------------------------------------------------- | -------------------------------------------------------- | -------------------------------------------------------- |
| Parti                                                    | Parti                                                    | Candidat                                                 | Votes                                                    | %                                                        |
|                                                          | Démocrate                                                | Joyce Beatty                                             | 201 897                                                  | 68,3                                                     |
|                                                          | Républicain                                              | Chris Long                                               | 77 901                                                   | 26,3                                                     |
|                                                          | Libertarien                                              | Richard Ehrbar                                           | 9 462                                                    | 3,2                                                      |
|                                                          | Vert                                                     | Bob Fitrakis                                             | 6 387                                                    | 2,2                                                      |
|                                                          | Indépendant                                              | Jeff Brown (write-in)                                    | 5                                                        | 0,0                                                      |
| Total des votes                                          | Total des votes                                          | Total des votes                                          | 295 652                                                  | 100 %                                                    |
|                                                          | Les Démocrates prennent aux Républicains                 |                                                          |                                                          |                                                          |

### 2014
| Élection de 2014 du 3e district congressionnel de l'Ohio | Élection de 2014 du 3e district congressionnel de l'Ohio | Élection de 2014 du 3e district congressionnel de l'Ohio | Élection de 2014 du 3e district congressionnel de l'Ohio | Élection de 2014 du 3e district congressionnel de l'Ohio |
| -------------------------------------------------------- | -------------------------------------------------------- | -------------------------------------------------------- | -------------------------------------------------------- | -------------------------------------------------------- |
| Parti                                                    | Parti                                                    | Candidat                                                 | Votes                                                    | %                                                        |
|                                                          | Démocrate                                                | Joyce Beatty (sortante)                                  | 91 769                                                   | 64,1                                                     |
|                                                          | Républicain                                              | John Adams                                               | 51 475                                                   | 35,9                                                     |
|                                                          | Indépendant                                              | Ralph A. Applegate (write-in)                            | 17                                                       | 0,0                                                      |
| Total des votes                                          | Total des votes                                          | Total des votes                                          | 143 261                                                  | 100 %                                                    |
|                                                          | Les Démocrates conservent                                |                                                          |                                                          |                                                          |

### 2016
| Élection de 2016 du 3e district congressionnel de l'Ohio | Élection de 2016 du 3e district congressionnel de l'Ohio | Élection de 2016 du 3e district congressionnel de l'Ohio | Élection de 2016 du 3e district congressionnel de l'Ohio | Élection de 2016 du 3e district congressionnel de l'Ohio |
| -------------------------------------------------------- | -------------------------------------------------------- | -------------------------------------------------------- | -------------------------------------------------------- | -------------------------------------------------------- |
| Parti                                                    | Parti                                                    | Candidat                                                 | Votes                                                    | %                                                        |
|                                                          | Démocrate                                                | Joyce Beatty (sortante)                                  | 199 791                                                  | 68,6                                                     |
|                                                          | Républicain                                              | John Adams                                               | 91 560                                                   | 31,4                                                     |
| Total des votes                                          | Total des votes                                          | Total des votes                                          | 291 351                                                  | 100 %                                                    |
|                                                          | Les Démocrates conservent                                |                                                          |                                                          |                                                          |

### 2018
| Élection de 2018 du 3e district congressionnel de l'Ohio | Élection de 2018 du 3e district congressionnel de l'Ohio | Élection de 2018 du 3e district congressionnel de l'Ohio | Élection de 2018 du 3e district congressionnel de l'Ohio | Élection de 2018 du 3e district congressionnel de l'Ohio |
| -------------------------------------------------------- | -------------------------------------------------------- | -------------------------------------------------------- | -------------------------------------------------------- | -------------------------------------------------------- |
| Parti                                                    | Parti                                                    | Candidat                                                 | Votes                                                    | %                                                        |
|                                                          | Démocrate                                                | Joyce Beatty (sortante)                                  | 181 575                                                  | 73,6                                                     |
|                                                          | Républicain                                              | Jim Burgess                                              | 65 040                                                   | 26,4                                                     |
|                                                          | Indépendant                                              | Millie Milam (write-in)                                  | 62                                                       | 0,0                                                      |
| Total des votes                                          | Total des votes                                          | Total des votes                                          | 246 677                                                  | 100 %                                                    |
|                                                          | Les Démocrates conservent                                |                                                          |                                                          |                                                          |

### 2020
| Élection de 2020 du 3e district congressionnel de l'Ohio | Élection de 2020 du 3e district congressionnel de l'Ohio | Élection de 2020 du 3e district congressionnel de l'Ohio | Élection de 2020 du 3e district congressionnel de l'Ohio | Élection de 2020 du 3e district congressionnel de l'Ohio |
| -------------------------------------------------------- | -------------------------------------------------------- | -------------------------------------------------------- | -------------------------------------------------------- | -------------------------------------------------------- |
| Parti                                                    | Parti                                                    | Candidat                                                 | Votes                                                    | %                                                        |
|                                                          | Démocrate                                                | Joyce Beatty (sortante)                                  | 227 420                                                  | 70,8                                                     |
|                                                          | Républicain                                              | Mark Richardson                                          | 93 569                                                   | 29,2                                                     |
|                                                          | Write-In                                                 | Write-In                                                 | 103                                                      | 0,0                                                      |
| Total des votes                                          | Total des votes                                          | Total des votes                                          | 321 092                                                  | 100 %                                                    |
|                                                          | Les Démocrates conservent                                |                                                          |                                                          |                                                          |

### 2022
| Primaire Démocrate de 2022 du 3e district congressionnel de l'Ohio | Primaire Démocrate de 2022 du 3e district congressionnel de l'Ohio | Primaire Démocrate de 2022 du 3e district congressionnel de l'Ohio | Primaire Démocrate de 2022 du 3e district congressionnel de l'Ohio | Primaire Démocrate de 2022 du 3e district congressionnel de l'Ohio |
| ------------------------------------------------------------------ | ------------------------------------------------------------------ | ------------------------------------------------------------------ | ------------------------------------------------------------------ | ------------------------------------------------------------------ |
| Parti                                                              | Parti                                                              | Candidat                                                           | Votes                                                              | %                                                                  |
|                                                                    | Démocrate                                                          | Joyce Beatty (sortante)                                            | 47 211                                                             | 100 %                                                              |

| Primaire Républicaine de 2022 du 3e district congressionnel de l'Ohio | Primaire Républicaine de 2022 du 3e district congressionnel de l'Ohio | Primaire Républicaine de 2022 du 3e district congressionnel de l'Ohio | Primaire Républicaine de 2022 du 3e district congressionnel de l'Ohio | Primaire Républicaine de 2022 du 3e district congressionnel de l'Ohio |
| --------------------------------------------------------------------- | --------------------------------------------------------------------- | --------------------------------------------------------------------- | --------------------------------------------------------------------- | --------------------------------------------------------------------- |
| Parti                                                                 | Parti                                                                 | Candidat                                                              | Votes                                                                 | %                                                                     |
|                                                                       | Républicain                                                           | Lee Stahley                                                           | 29 756                                                                | 100 %                                                                 |

| Élection de 2022 du 3e district congressionnel de l'Ohio | Élection de 2022 du 3e district congressionnel de l'Ohio | Élection de 2022 du 3e district congressionnel de l'Ohio | Élection de 2022 du 3e district congressionnel de l'Ohio | Élection de 2022 du 3e district congressionnel de l'Ohio |
| -------------------------------------------------------- | -------------------------------------------------------- | -------------------------------------------------------- | -------------------------------------------------------- | -------------------------------------------------------- |
| Parti                                                    | Parti                                                    | Candidat                                                 | Votes                                                    | %                                                        |
|                                                          | Démocrate                                                | Joyce Beatty (sortante)                                  | 182 324                                                  | 70,5                                                     |
|                                                          | Républicain                                              | Lee Stahley                                              | 76 455                                                   | 29,5                                                     |
|                                                          | Indépendant                                              | Alexander Amicucci (write-in)                            | 18                                                       | 0,0                                                      |
| Total des votes                                          | Total des votes                                          | Total des votes                                          | 258 797                                                  | 100 %                                                    |
|                                                          | Les Démocrates conservent                                |                                                          |                                                          |                                                          |

### 2024
| Primaire Démocrate de 2024 du 3e district congressionnel de l'Ohio | Primaire Démocrate de 2024 du 3e district congressionnel de l'Ohio | Primaire Démocrate de 2024 du 3e district congressionnel de l'Ohio | Primaire Démocrate de 2024 du 3e district congressionnel de l'Ohio | Primaire Démocrate de 2024 du 3e district congressionnel de l'Ohio |
| ------------------------------------------------------------------ | ------------------------------------------------------------------ | ------------------------------------------------------------------ | ------------------------------------------------------------------ | ------------------------------------------------------------------ |
| Parti                                                              | Parti                                                              | Candidat                                                           | Votes                                                              | %                                                                  |
|                                                                    | Démocrate                                                          | Joyce Beatty (sortante)                                            | 46 733                                                             | 100 %                                                              |

| Primaire Républicaine de 2024 du 3e district congressionnel de l'Ohio | Primaire Républicaine de 2024 du 3e district congressionnel de l'Ohio | Primaire Républicaine de 2024 du 3e district congressionnel de l'Ohio | Primaire Républicaine de 2024 du 3e district congressionnel de l'Ohio | Primaire Républicaine de 2024 du 3e district congressionnel de l'Ohio |
| --------------------------------------------------------------------- | --------------------------------------------------------------------- | --------------------------------------------------------------------- | --------------------------------------------------------------------- | --------------------------------------------------------------------- |
| Parti                                                                 | Parti                                                                 | Candidat                                                              | Votes                                                                 | %                                                                     |
|                                                                       | Républicain                                                           | Michael Young                                                         | 22 066                                                                | 100 %                                                                 |

| Élection de 2024 du 3e district congressionnel de l'Ohio | Élection de 2024 du 3e district congressionnel de l'Ohio | Élection de 2024 du 3e district congressionnel de l'Ohio | Élection de 2024 du 3e district congressionnel de l'Ohio | Élection de 2024 du 3e district congressionnel de l'Ohio |
| -------------------------------------------------------- | -------------------------------------------------------- | -------------------------------------------------------- | -------------------------------------------------------- | -------------------------------------------------------- |
| Parti                                                    | Parti                                                    | Candidat                                                 | Votes                                                    | %                                                        |
|                                                          | Démocrate                                                | Joyce Beatty (sortante)                                  | 242 632                                                  | 70,74                                                    |
|                                                          | Républicain                                              | Michael Young                                            | 100 355                                                  | 29,26                                                    |
| Total des votes                                          | Total des votes                                          | Total des votes                                          | 342 987                                                  | 100 %                                                    |
|                                                          | Les Démocrates conservent                                |                                                          |                                                          |                                                          |